# Hypolytrum heterophyllum
Hypolytrum heterophyllum är en halvgräsart som beskrevs av Johann Otto Boeckeler. Hypolytrum heterophyllum ingår i släktet Hypolytrum och familjen halvgräs. Inga underarter finns listade i Catalogue of Life.